# Ruslan Salej
Ruslan Albertovič Salej (bělorusky: Руслан Салей; 2. listopadu 1974, Minsk, Sovětský svaz – 7. září 2011, Jaroslavl) byl běloruský profesionální hokejový obránce. Velkou část své hokejové kariéry strávil v zámořské NHL, především v dresu Anaheimu.
Zemřel 7. září 2011 při letecké havárii u Jaroslavli s dalšími 42 lidmi, když letěl s týmem Jaroslavle do Minsku na první zápas KHL ročníku 2011/2012.

## Klubové statistiky
| Sezona     | Klub                    | Soutěž     | Základní část | Základní část | Základní část | Základní část | Základní část | Play off | Play off | Play off | Play off | Play off |
| Sezona     | Klub                    | Soutěž     | Z             | G             | A             | B             | TM            | Z        | G        | A        | B        | TM       |
| ---------- | ----------------------- | ---------- | ------------- | ------------- | ------------- | ------------- | ------------- | -------- | -------- | -------- | -------- | -------- |
| 1992–93    | Dynamo Minsk            | REL        | 9             | 1             | 0             | 1             | 10            | —        | —        | —        | —        | —        |
| 1993–94    | Tivali Minsk            | REL        | 39            | 2             | 3             | 5             | 50            | —        | —        | —        | —        | —        |
| 1994–95    | Tivali Minsk            | REL        | 51            | 4             | 2             | 6             | 44            | —        | —        | —        | —        | —        |
| 1995–96    | Las Vegas Thunder       | IHL        | 76            | 7             | 23            | 30            | 123           | 15       | 3        | 7        | 10       | 18       |
| 1996–97    | Las Vegas Thunder       | IHL        | 8             | 0             | 2             | 2             | 24            | 3        | 2        | 1        | 3        | 6        |
| 1996–97    | Baltimore Bandits       | AHL        | 12            | 1             | 4             | 5             | 12            | —        | —        | —        | —        | —        |
| 1996–97    | Mighty Ducks of Anaheim | NHL        | 30            | 0             | 1             | 1             | 37            | —        | —        | —        | —        | —        |
| 1997–98    | Cincinnati Mighty Ducks | AHL        | 6             | 3             | 6             | 9             | 14            | —        | —        | —        | —        | —        |
| 1997–98    | Mighty Ducks of Anaheim | NHL        | 66            | 5             | 10            | 15            | 70            | —        | —        | —        | —        | —        |
| 1998–99    | Mighty Ducks of Anaheim | NHL        | 74            | 2             | 14            | 16            | 65            | 3        | 0        | 0        | 0        | 4        |
| 1999–00    | Mighty Ducks of Anaheim | NHL        | 71            | 5             | 5             | 10            | 94            | —        | —        | —        | —        | —        |
| 2000–01    | Mighty Ducks of Anaheim | NHL        | 50            | 1             | 5             | 6             | 70            | —        | —        | —        | —        | —        |
| 2001–02    | Mighty Ducks of Anaheim | NHL        | 82            | 4             | 7             | 11            | 97            | —        | —        | —        | —        | —        |
| 2002–03    | Mighty Ducks of Anaheim | NHL        | 61            | 4             | 8             | 12            | 78            | 21       | 2        | 3        | 5        | 26       |
| 2003–04    | Mighty Ducks of Anaheim | NHL        | 82            | 4             | 11            | 15            | 110           | —        | —        | —        | —        | —        |
| 2004–05    | Ak Bars Kazaň           | RSL        | 35            | 8             | 11            | 19            | 36            | 3        | 0        | 0        | 0        | 2        |
| 2005–06    | Mighty Ducks of Anaheim | NHL        | 78            | 1             | 18            | 19            | 114           | 16       | 3        | 2        | 5        | 18       |
| 2006–07    | Florida Panthers        | NHL        | 82            | 6             | 26            | 32            | 102           | —        | —        | —        | —        | —        |
| 2007–08    | Florida Panthers        | NHL        | 65            | 3             | 20            | 23            | 75            | —        | —        | —        | —        | —        |
| 2007–08    | Colorado Avalanche      | NHL        | 17            | 3             | 4             | 7             | 23            | 10       | 1        | 4        | 5        | 4        |
| 2008–09    | Colorado Avalanche      | NHL        | 70            | 4             | 17            | 21            | 72            | —        | —        | —        | —        | —        |
| 2009–10    | Colorado Avalanche      | NHL        | 14            | 1             | 5             | 6             | 10            | 1        | 0        | 0        | 0        | 0        |
| 2010–11    | Detroit Red Wings       | NHL        | 75            | 2             | 8             | 10            | 48            | 11       | 1        | 0        | 1        | 0        |
| NHL celkem | NHL celkem              | NHL celkem | 916           | 45            | 159           | 204           | 1065          | 62       | 7        | 9        | 16       | 52       |

## Osobní život
Spolu s manželkou Bethann měl tři děti - dcery Alexis, Avu a syna Aleksandra. Nejmladší dcera měla pouhých 11 měsíců, když Ruslan Salej tragicky zahynul.